# Erronea errones
Erronea errones là một loài ốc biển, là động vật thân mềm chân bụng sống ở biển trong họ Cypraeidae, họ ốc sứ

## Miêu tả
Chúng phân bố ở Ấn Độ Dương dọc theo Madagascar và Tanzania.

## Hình ảnh

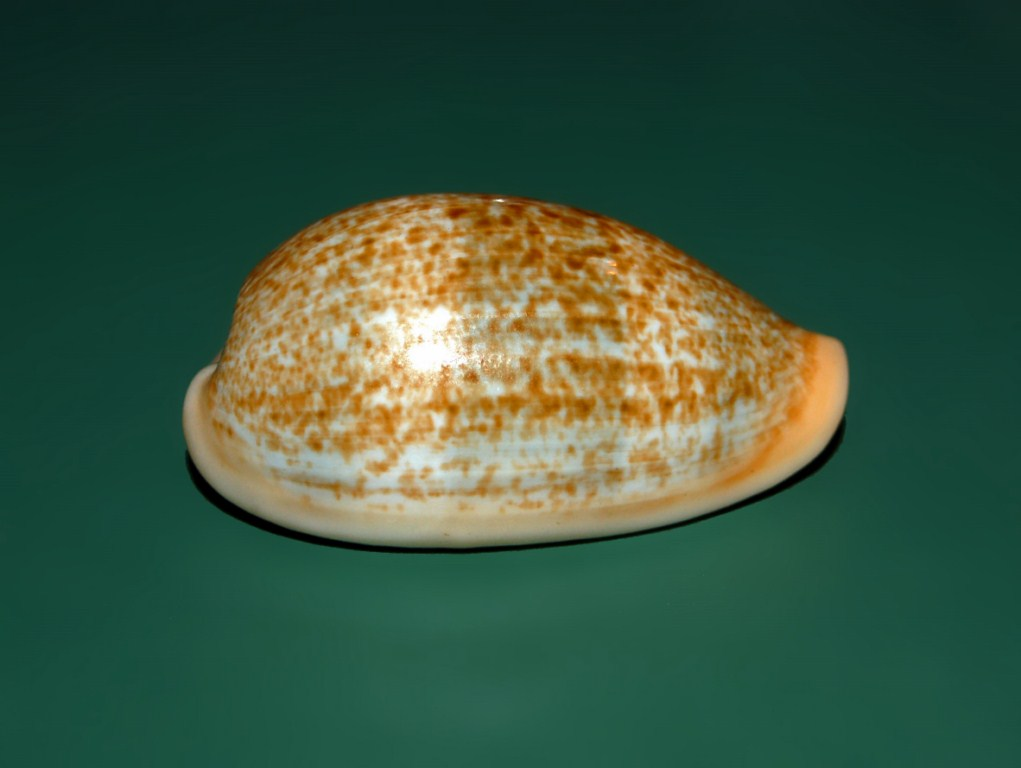
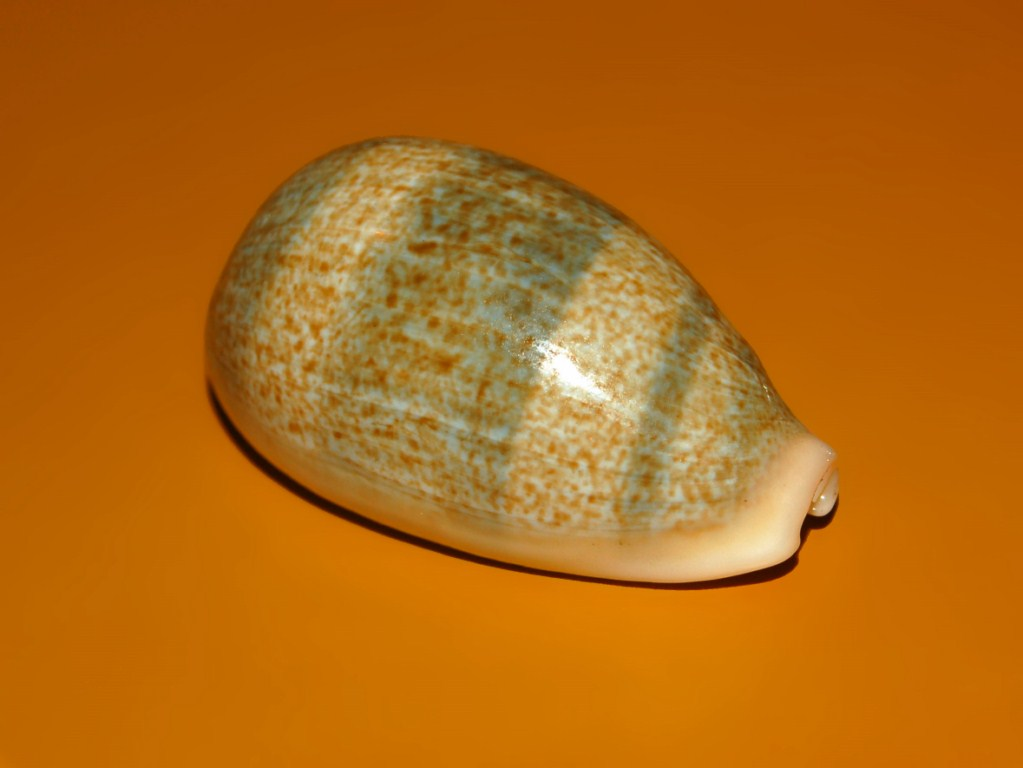
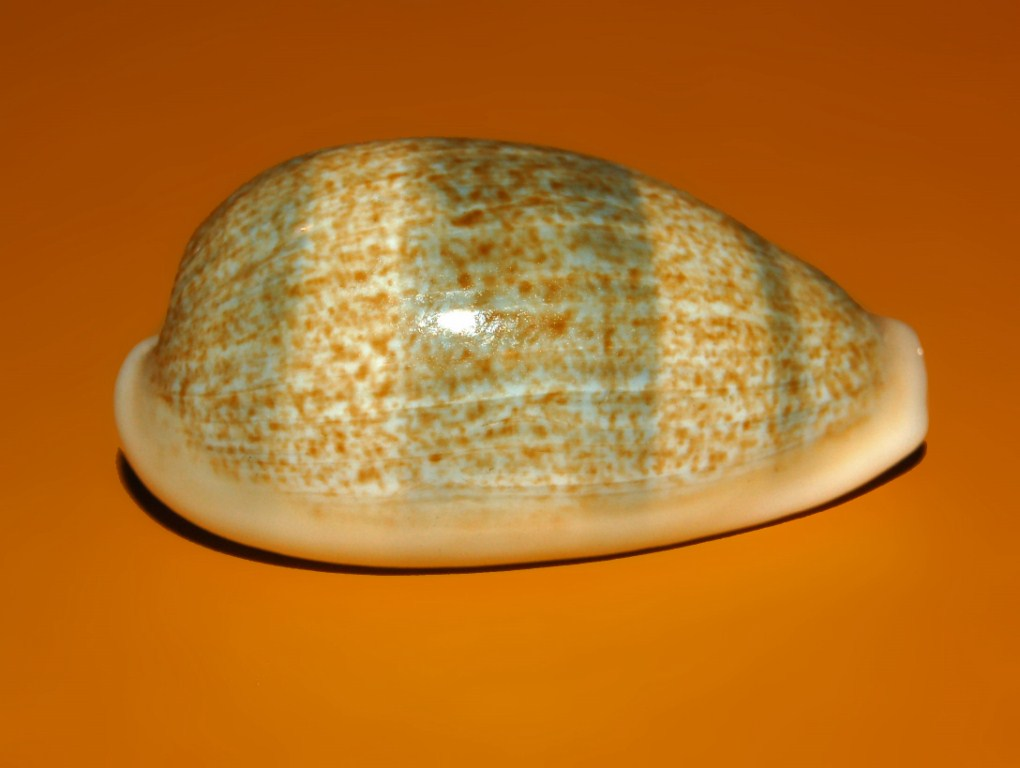